# Maraú

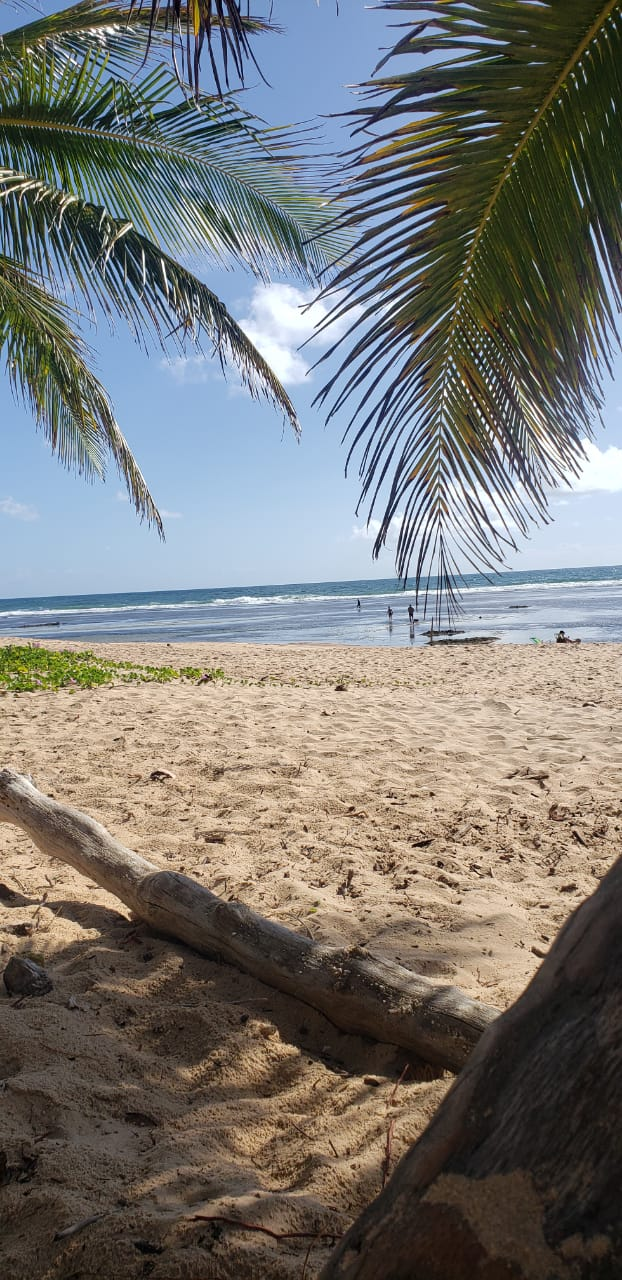
Taipú de Fora, Maraú-BA

Maraú é um município do estado da Bahia, no Brasil. Sua população estimada em 2024 era de 25.626 habitantes, de acordo com o IBGE.

## Etimologia
O topônimo "Maraú" deriva do termo tupi maíra 'y, que significa "rio do francês" ou "rio do homem branco" (maíra = francês ou homem branco, 'y = rio).

## Turismo
Maraú se destaca como destino de muitos turistas devido a suas paisagens naturais. Por isso os pacotes turísticos destacam a beleza das praias e a preservação da natureza.[carece de fontes?]
O turismo é a base da economia em Maraú. Por isso, em 2017, a Prefeitura Municipal de Maraú com parceria do SEBRAE criou um Plano Estratégico de Desenvolvimento e Implementação de Marketing Turístico e uma Marca Turística da Península de Maraú.

## Economia
A base da economia do município se concentra principalmente em atividades turísticas de hospedagem e restaurantes. Essas atividades são desenvolvidas em maior número por micro e pequenos empresários. Cerca de 37,6% destes empreendimentos em todo o município são implementados nas casas dos próprios moradores do município.
Durante a alta estação (verão) o setor de hoteleira e restaurantes promove tipos variados de empregos como, garçons, ajudante de cozinha, na área da limpeza entre outros. etc., o trabalho relacionado ao setor rural ainda é bastante expressivo colocando o município na posição 109° no PIB per capita no estado da Bahia.

## Geografia
Clima
O clima predominante na região é o tropical úmido, com nível significativo de pluviosidade, acima de 2000 mm no ano, e conforme informações do zoneamento Ambiental da APA da planície de Maraú, os meses que mais chovem são março e junho e os que menos chovem são os meses de agosto, setembro e outubro, e os que menos chovem são os meses de agosto, setembro e outubro. Sua temperatura varia anualmente entre 21°C e 25°C.

### Tremembé
Subindo o rio Maraú, chega-se à vila de Tremembé, cujo acesso é possível através de barcos e por veículo através da cidade de Camamu. Próxima a vila, existe a Cachoeira de Tremembé , que deságua diretamente na Baía de Camamu, proporcionando um belíssimo espetáculo.